# Sidney Powell
Sidney Katherine Powell (* 1. Mai 1955 in Durham, North Carolina) ist eine US-amerikanische Juristin und Anwältin. Sie wurde vor allem mit Anfechtungen der Präsidentschaftswahl in den Vereinigten Staaten 2020 bekannt.

## Leben

### Ausbildung und frühe Laufbahn
Sidney Powell ist die Tochter von William Isaac Powell (1921–1996) und dessen Frau Mary Katherine Bowden (1924–2012). Sie wuchs in Raleigh in North Carolina in einer Familie der Arbeiterklasse auf. Sie studierte an der University of North Carolina und erreichte den Grad eines Bachelor, ab 1974 studierte sie dann darauf aufbauend Rechtswissenschaft.
Ihre juristische Laufbahn begann sie bereits mit 23 als Bundesstaatsanwältin im Westen von Texas. Hier war sie vor allem in Berufungsverfahren in Drogensachen tätig. Nachdem sie etwa zehn Jahre in den 1970ern und 1980ern als Anklagevertreterin tätig gewesen war, machte sie sich als Anwältin selbstständig. Powell war in Umwelt-, Gesundheits- und Arzthaftungsrecht tätig. Im ersten Jahrzehnt des zweiten Jahrtausends war sie unter anderem in Berufungsverfahren in Strafverfahren um den Energiekonzern Enron tätig. In zwei Verfahren erreichte sie eine Aufhebung von Verurteilungen. Sie veröffentlichte 2014 auf Grund ihrer Sicht der Verfahren gegen Enron das staatsanwaltschaftskritische Buch Licensed to Lie.

### Tätigkeit im Umfeld Trumps

#### Vertretung Michael Flynns
Powell vertrat zunächst den ehemaligen Nationalen Sicherheitsberater Michael T. Flynn, nachdem der wegen Falschangaben gegenüber dem FBI im Rahmen von Robert Muellers Ermittlungen zum Präsidentschaftswahlkampf 2016 angeklagt war. Sie überzeugte Flynn, sich von einer von vorherigen Anwälten erreichten Einigung loszusagen, und sich nicht mehr schuldig bekennen zu wollen. Sidney Powell vertrat dabei die Auffassung, dass die Staatsanwaltschaft ihren Mandanten hereingelegt hätte und er ein Opfer eines Staats im Staate sei. Ihre Argumentation folgte dabei Argumenten aus der rechten Echokammer. Sie war nicht erfolgreich im Strafverfahren, der damalige Präsident Donald Trump äußerte sich aber begeistert über sie. Im November 2020 begnadigte Trump Flynn.
Wie ihr Mandant Michael Flynn vertritt Powell in sozialen Medien Verschwörungstheorien, wie sie von QAnon verbreitet werden, und trat unter anderem in einem QAnon-nahen YouTube-Video auf.

#### Anfechtungen zur Präsidentschaftswahl
Powell trat zusammen mit Rudy Giuliani am 18. November 2020 als Teil des Anwaltsteams auf, das gegen die Wahlergebnisse der Präsidentschaftswahl vorgehen und Donald Trumps Wiederwahl sichern sollte. Powell fiel dabei dadurch auf, dass sie behauptete, dass Dominion Voting Systems, ein Hersteller von Wahlautomaten, Technologie verwende, die der ehemalige Präsident Venezuelas Hugo Chavez entwickelt habe. Stimmen für Trump seien im Ausland zu Stimmen für Joe Biden geändert worden. Beweise für ihre Behauptungen legte sie nicht vor. Am 6. Dezember 2020 distanzierte sich Trumps Rechtsanwalts-Team um Rudy Giuliani von ihr und erklärte, dass sie nicht Trump oder dessen Wahlkampfteam vertrete, sondern für sich stünde.
Ihre Äußerung, dass sie, in Anspielung auf eine Figur im Film Kampf der Titanen, die Riesenkrake (engl. kraken), freisetzen würde, entwickelte sich über Internetäußerungen von QAnon-Anhängern 2020 zu einem festen Begriff. Sie hatte diese Äußerung im November 2020 in der Sendung Lou Dobbs Tonight im Fox Business Network während der Werbung für ihre Rechtsschritte in konservativen Sendungen getätigt.
Powell klagte erfolglos gegen Wahlergebnisse in den Bundesstaaten Arizona, Georgia, Michigan und Wisconsin. Ihre Schriftsätze zeigten teilweise erhebliche formale und inhaltliche Fehler.
- Arizona: Im Fall der gegen das Wahlergebnis in Arizona eingereichten Klage urteilte die zuständige Bundesrichterin im Dezember 2020, dass Powell bei allem Sachvortrag über Manipulationen an Wahlautomaten aus China und dem Iran keinen einzigen konkreten Fall von Hacking eines Wahlcomputers beweise. Die Klage sei eine Ansammlung von Konjunktiven. Im Übrigen seien Gerüchte und Vermutungen, die in den Medien ankommen mögen, keine Grundlage für ein ernsthaftes Verfahren vor einem Bundesgericht.[12]
- Georgia: Sidney Powell klagte im Namen von republikanischen Kandidaten für das Electoral College. Sie machte geltend, die Wahlautomaten seien vom Ausland manipuliert worden, und beantragte, die bereits erfolgte Zertifizierung des Wahlergebnisses aufzuheben. Das angerufene Bundesgericht wies die Klage am Ende des Verhandlungstermines ab. Die Kläger hätten kein Klagerecht, die Klage sei verspätet eingereicht, Bundesgerichte seien nicht zuständig und das Klageziel im Gesetz nicht vorgesehen. Der Richter erklärte, er sei nicht Willens, den Wählerwillen von Millionen in Georgia durch sein Urteil zu ersetzen.[13] Powell legte Berufung gegen das Urteil ein, zog diese aber am 19. Januar 2021, einen Tag vor der Amtseinführung von Biden, zurück.[14]
- Michigan: Die Richterin des von Powell angerufenen Bundesgerichts wies die Klage im Dezember 2020 als Ansammlung von Theorien, Vermutungen und Spekulationen über Wahlautomatenmanipulationen ohne Beweisaufnahme ab.[15] Das Bundesgericht verurteilte 2021 Powell und andere beteiligte Anwälte zur Übernahme der verursachten Kosten des Bundesstaates und der Stadt Detroit wegen Verletzung anwaltlicher Sorgfaltspflichten. Es seien Anschuldigungen erhoben worden, die weder rechtliche noch tatsächliche Grundlagen gehabt hätten. Es seien grundlegende Schritte ausgelassen worden, um den Wahrheitsgehalt behaupteter Tatsachen zu überprüfen. Die Klage sei ein Missbrauch des Justizsystems, um Vertrauen in eine US-amerikanische Wahl zu untergraben. Die erkennende Richterin übersandte die Akten an die zuständige Stelle für anwaltliche Disziplinarmaßnahmen in Michigan.[16] Anfang Dezember 2021 legte es das Gericht den Klägeranwälten auf, die Kosten der Rechtsverteidigung zu tragen.[17]
- Wisconsin: Powell klagte im Namen des lokalen Parteivorsitzenden William Feehan. In ihrer Klage hatte sie die Behauptung aufgestellt, Wahlmaschinen hätten Stimmen für Trump in solche für Biden geändert.[18] Nachdem die Klage erfolglos war, beantragte der Staat Wisconsin, Powell zur Begleichung von $ 106.000 an Rechtsgebühren zu verurteilen. Powell habe ihre Klage auf zahlreiche Falschangaben gestützt, einschließlich von Sachverständigengutachten durch unqualifizierte Personen. Es sei ein Versuch gewesen, böswillig möglichst viel gegen eine Wand zu werfen, in der Hoffnung, dass irgendetwas hängen bleibe oder wenigstens einen Fleck hinterlasse.[19]

Im Dezember 2020 erwog Präsident Trump kurzzeitig, Sidney Powell zu einer Sonderermittlerin für von ihm vermuteten Wahlbetrug zu ernennen. Aus Aussagen vor dem Untersuchungsausschuss des Repräsentantenhauses zum Sturm auf das Kapitol in Washington 2021 ergab sich, dass Powell, Michael Flynn und Patrick Byrne am 18. Dezember 2020 versucht hatten, Präsident Trump davon zu überzeugen, Wahlautomaten der Bundesstaaten zu beschlagnahmen und Powell zur Sonderermittlerin für verbreiteten Wahlbetrug zu ernennen. Laut Aussagen von Pat A. Cipollone und anderen Rechtsberatern ist die Ernennung an ihrem Widerstand gescheitert. Laut Sidney Powells Aussage vor dem Untersuchungsausschuss hatte Trump sie ernannt. Fehlende Erfolge bei Wahlanfechtungen soll Powell während des Treffens am 18. Dezember damit erklärt haben, dass alle Richter in den über sechzig Gerichtsverfahren korrupt gewesen seien.

### Disziplinarverfahren und Anklagen

#### Disziplinarmaßnahmen wegen anwaltlichen Fehlverhaltens
Am 1. März 2022 reichte der Disziplinarausschuss des State Bar of Texas (entspricht der Rechtsanwaltskammer) Klage gegen Powell wegen anwaltlichen Fehlverhaltens in den Wahlanfechtungsfällen ein. Das angerufene texanische Gericht wies ihren Antrag auf Nichtzulassung der Klage ab. Powell hatte geltend gemacht, dass die von der Anwaltskammer gesetzten Standards es Rechtsanwälten unmöglich machen würden, künftig Wahlen anzufechten. Die Klage sei ansonsten rein politisch motiviert.

#### Anklage im Fulton County wegen Verschwörung zur Manipulation einer Wahl
Am 14. August 2023 beschloss eine Grand Jury im Fulton County, Georgia eine Anklage gegen Donald Trump und Mitverschwörer wie Powell und Rudy Giuliani wegen Wahlmanipulationen zuzulassen. Die Anklage umfasste dabei auch die Verletzung des RICO Acts des Bundesstaates Georgia. Powell wurde in sieben Punkten unter Anklage gestellt. Ihr wurde dabei vorgeworfen sich im Rahmen der Verschwörung am 7. Januar 2021 illegal Zugang zu Wahlcomputern im Coffee County (Georgia) verschafft zu haben. Am 24. August wurde Powell deswegen im Gefängnis von Fulton County erkennungsdienstlich behandelt. Am 25. August 2023 stellte sie als zweite Angeklagte nach Kenneth Chesebro einen Antrag auf einen zügige Strafverhandlung. Dies steht im Gegensatz zum Hauptangeklagten Donald Trump.
Nachdem das Gericht zahlreiche Anträge Powells abgewiesen hatte, das Strafverfahren ganz oder teilweise einzustellen, bekannte sich Sidney Powell einen Tag vor Beginn der Hauptverhandlung im Rahmen einer Verständigung im Strafverfahren schuldig. Sie bekannte, dass sie sich verschworen hatte, um einem Team illegalen Zugang zu Wahldaten im Coffee County zu verschaffen und diese Daten illegal zu kopieren. Die Staatsanwaltschaft empfahl im Gegenzug zum Schuldbekenntnis und ihrer Bereitschaft gegen Mitangeklagte auszusagen eine Bewährungsstrafe von sechs Jahren.

#### Verleumdungsklagen gegen Powell
Im Januar 2021 reichte die Firma Dominion Voting Solutions eine Verleumdungsklage gegen Sidney Powell ein und beantragte, die Beklagte zu $ 1,3 Milliarden Schadensersatz zu verklagen. Das Unternehmen machte geltend, dass Powell im Rahmen der Wahlanfechtungen nachweisbar falsche Behauptungen in Medien und vor Gerichten aufgestellt habe. Hierdurch seien Beschäftigte Belästigungen ausgesetzt worden und es sei zu Geschäftsschädigungen gekommen. Die Klägerin warf Powell auch anwaltliches Fehlverhalten vor. Powells Anwalt beantragte erfolglos, die Klage nicht zuzulassen. Es sei für jede vernünftige Person erkennbar, dass ihr Sachvortrag keine Tatsachen vorgetragen habe. Es sei offensichtlich, dass es lediglich ihre Meinung gewesen sei. Die Klagen seien daher vom Ersten Verfassungszusatz geschützt.

### Weitere Aktivitäten
Im Oktober 2021 legte Sidney Powell eine Klage gegen COVID-19-Impfungen in den U.S. Streitkräften ein. Das angerufene Bundesgericht wies die Klage gegen diese während der COVID-19-Pandemie in den Vereinigten Staaten getroffene Maßnahme Mitte November 2021 ab.